# Michaela Dorfmeister
Michaela Dorfmeister (* 25. März 1973 in Wien) ist eine ehemalige österreichische Skirennläuferin. Sie wurde zweimal Olympiasiegerin, zweimal Weltmeisterin, gewann einmal den Gesamtweltcup, je zweimal den Abfahrts-Weltcup und den Super-G-Weltcup sowie einmal den Riesenslalom-Weltcup.

## Biografie
Ihre ersten vier Lebensjahre verbrachte Michaela Dorfmeister in Wien, bis sie dann mit ihrer Familie nach Neusiedl (Gemeinde Waidmannsfeld) zog; dort erlernte sie auch das Skifahren. Als sie 14 Jahre alt war, begann sie eine Ausbildung an der Skihandelsschule Schladming. 1990 war sie österreichische Jugendmeisterin in der Abfahrt und im Slalom. Im selben Jahr nahm sie erstmals an den österreichischen Meisterschaften teil und ließ beim Super-G völlig überraschend sämtliche älteren Konkurrentinnen hinter sich.
1991 nahm Michaela Dorfmeister erstmals an einem Weltcup-Rennen teil. Der Weg an die Weltspitze dauerte jedoch über vier Jahre. Ihren ersten Weltcupsieg feierte sie am 16. Dezember 1995 in der Abfahrt von St. Anton am Arlberg. Bei den Olympischen Winterspielen 1998 in Nagano gewann sie die Silbermedaille im Super-G, auf die Olympiasiegerin Picabo Street büßte sie eine einzige Hundertstelsekunde ein. Zwei weitere Medaillen folgten bei den Skiweltmeisterschaften 1999 in Vail, Silber in der Abfahrt und Bronze im Super-G.
Obwohl sie während der Saison 1999/2000 nicht weniger als fünf Weltcuprennen gewann, reichte es im Gesamtweltcup lediglich für den zweiten Platz hinter Renate Götschl; hingegen konnte sie den Disziplinen-Weltcup im Riesenslalom für sich entscheiden. Bei den Skiweltmeisterschaften 2001 in St. Anton am Arlberg gewann sie die Goldmedaille in der Abfahrt. 2001/2002 erwies sich Michaela Dorfmeister als die kompletteste Skiläuferin der Saison und gewann mit großem Vorsprung den Gesamtweltcup. Bei den Olympischen Winterspielen 2002 in Salt Lake City konnte sie jedoch ihrer klaren Favoritenrolle nicht gerecht werden und erreichte lediglich die für sie eher enttäuschenden Plätze 4 (Riesenslalom), 5 (Kombination) und 6 (Super-G).
Bei den Skiweltmeisterschaften 2003 in St. Moritz wurde sie zum zweiten Mal Weltmeisterin, diesmal im Super-G. Im selben Jahr entschied sie auch den Disziplinen-Weltcup in der Abfahrt für sich und wurde zur österreichischen Sportlerin des Jahres gewählt. Nachdem die Saison 2003/2004 für ihre Verhältnisse eher mittelmäßig verlaufen war, kehrte sie in der darauf folgenden Saison 2004/05 zur alten Stärke zurück und gewann den Disziplinen-Weltcup im Super-G. Die Skiweltmeisterschaften 2005 in Santa Caterina erwies sich hingegen als große Enttäuschung, denn Michaela Dorfmeister schied in allen drei Rennen, zu denen sie angetreten war, aus.
Beim Abfahrtslauf der Super-Kombination am 22. Jänner 2006 in St. Moritz entging Michaela Dorfmeister nur mit sehr viel Glück einem schweren Unfall. Ein unachtsamer Streckenposten, der einen Funkspruch falsch interpretiert hatte, war auf die Piste gefahren, als Dorfmeister noch unterwegs war. Nur weil sie im letzten Moment den rechten Ski anhob, konnte sie einen folgenschweren Zusammenstoß verhindern.
Bei den Olympischen Winterspielen 2006 gewann sie in San Sicario am 15. Februar 2006 die Goldmedaille in der Abfahrt sowie am 20. Februar 2006 im Super-G. Nach Petra Kronberger ist sie die zweite Österreicherin, die bei Olympischen Spielen zwei alpine Goldmedaillen gewinnen konnte. In der Saison 2005/2006 konnte sie sich bereits vorzeitig den Disziplinen-Weltcup in der Abfahrt und im Super-G sichern. Mit dem Riesentorlauf in Åre am 19. März 2006 beendete sie ihre 14-jährige aktive Rennlaufbahn.
Dorfmeister ist Athletenbotschafterin der Entwicklungshilfeorganisation Right To Play. Sie lebt als alleinerziehende Mutter einer Tochter (* 2009) in der Nähe von Amstetten. Sie ist Vizepräsidentin im Niederösterreichischen Landesskiverband und wohnt in Purgstall an der Erlauf. Seit November 2019 ist sie Mitglied des Präsidiums des Fußballvereins SK Rapid Wien, von welchem sie nach eigener Aussage ein "großer Fan" sei.

## Erfolge

### Olympische Winterspiele
- Nagano 1998: 2. Super-G, 18. Abfahrt
- Salt Lake City 2002: 4. Riesenslalom, 5. Kombination, 6. Super-G, 9. Abfahrt
- Turin 2006: 1. Abfahrt, 1. Super-G

### Weltmeisterschaften
- Sierra Nevada 1996: 9. Riesenslalom, 11. Abfahrt, 12. Kombination, 29. Super-G
- Sestriere 1997: 8. Super-G, 12. Kombination, 16. Abfahrt, 17. Riesenslalom
- Vail/Beaver Creek 1999: 2. Abfahrt, 3. Super-G, 6. Kombination
- St. Anton 2001: 1. Abfahrt, 8. Riesenslalom, 29. Super-G
- St. Moritz 2003: 1. Super-G, 4. Riesenslalom, 12. Abfahrt

### Weltcupwertungen
Dorfmeister hat einmal den Gesamtweltcup gewonnen (2002), dazu kommen fünf Siege in Disziplinenwertungen (2 × Abfahrt, 2 × Super-G und 1 × Riesenslalom).
| Saison  | Gesamt | Gesamt | Abfahrt | Abfahrt | Super-G | Super-G | Riesenslalom | Riesenslalom | Slalom | Slalom | Kombination | Kombination |
| Saison  | Platz  | Punkte | Platz   | Punkte  | Platz   | Punkte  | Platz        | Punkte       | Platz  | Punkte | Platz       | Punkte      |
| ------- | ------ | ------ | ------- | ------- | ------- | ------- | ------------ | ------------ | ------ | ------ | ----------- | ----------- |
| 1991/92 | 103.   | 16     | 47.     | 12      | 55.     | 4       | -            | -            | -      | -      | -           | -           |
| 1992/93 | 117.   | 10     | 49.     | 10      | -       | -       | -            | -            | -      | -      | -           | -           |
| 1993/94 | 95.    | 25     | 52.     | 9       | 44.     | 16      | -            | -            | -      | -      | -           | -           |
| 1994/95 | 18.    | 434    | 13.     | 195     | 16.     | 117     | 23.          | 93           | -      | -      | 9.          | 29          |
| 1995/96 | 9.     | 727    | 8.      | 298     | 6.      | 249     | 12.          | 144          | -      | -      | 7.          | 36          |
| 1996/97 | 39.    | 174    | 29.     | 42      | 20.     | 94      | 27.          | 38           | -      | -      | -           | -           |
| 1997/98 | 33.    | 234    | 16.     | 112     | 16.     | 102     | -            | -            | -      | -      | 20.         | 20          |
| 1998/99 | 6.     | 920    | 3.      | 454     | 2.      | 373     | -            | -            | 47.    | 11     | 4.          | 82          |
| 1999/00 | 2.     | 1306   | 7.      | 290     | 7.      | 287     | 1.           | 684          | -      | -      | 5.          | 45          |
| 2000/01 | 5.     | 923    | 9.      | 210     | 5.      | 332     | 3.           | 341          | -      | -      | 6.          | 40          |
| 2001/02 | 1.     | 1271   | 2.      | 469     | 3.      | 212     | 2.           | 494          | -      | -      | 2.          | 96          |
| 2002/03 | 4.     | 972    | 1.      | 372     | 5.      | 298     | 9.           | 266          | -      | -      | 7.          | 36          |
| 2003/04 | 6.     | 943    | 5.      | 334     | 3.      | 391     | 10.          | 218          | -      | -      | -           | -           |
| 2004/05 | 4.     | 1122   | 3.      | 432     | 1.      | 493     | 12.          | 181          | -      | -      | 15.         | 16          |
| 2005/06 | 3.     | 1364   | 1.      | 498     | 1.      | 626     | 12.          | 210          | -      | -      | 14.         | 30          |

### Weltcupsiege
Insgesamt: 25 Einzelweltcupsiege (7 × Abfahrt, 10 × Super-G, 8 × Riesenslalom). Darüber hinaus 16-mal Zweite und 23-mal Dritte.
| Datum             | Ort               | Land        | Disziplin    |
| ----------------- | ----------------- | ----------- | ------------ |
| 16. Dezember 1995 | St. Anton         | Österreich  | Abfahrt      |
| 6. März 1999      | St. Moritz        | Schweiz     | Super-G      |
| 4. Dezember 1999  | Serre Chevalier   | Frankreich  | Riesenslalom |
| 9. Dezember 1999  | Val-d’Isère       | Frankreich  | Riesenslalom |
| 5. Jänner 2000    | Maribor           | Slowenien   | Riesenslalom |
| 8. Jänner 2000    | Berchtesgaden     | Deutschland | Riesenslalom |
| 11. Februar 2000  | Santa Caterina    | Italien     | Super-G      |
| 24. November 2000 | Aspen             | USA         | Super-G      |
| 9. Dezember 2000  | Sestriere         | Italien     | Riesenslalom |
| 27. Oktober 2001  | Sölden            | Österreich  | Riesenslalom |
| 19. Jänner 2002   | Berchtesgaden     | Deutschland | Riesenslalom |
| 31. Jänner 2002   | Åre               | Schweden    | Riesenslalom |
| 6. März 2002      | Zauchensee        | Österreich  | Abfahrt      |
| 7. März 2002      | Zauchensee        | Österreich  | Super-G      |
| 21. Dezember 2002 | Lenzerheide       | Schweiz     | Abfahrt      |
| 1. März 2003      | Innsbruck         | Österreich  | Abfahrt      |
| 5. Dezember 2004  | Lake Louise       | Kanada      | Super-G      |
| 6. Jänner 2005    | Santa Caterina    | Italien     | Abfahrt      |
| 16. Jänner 2005   | Cortina d’Ampezzo | Italien     | Abfahrt      |
| 19. Februar 2005  | Åre               | Schweden    | Super-G      |
| 11. März 2005     | Lenzerheide       | Schweiz     | Super-G      |
| 18. Dezember 2005 | Val-d’Isère       | Frankreich  | Super-G      |
| 20. Jänner 2006   | St. Moritz        | Schweiz     | Super-G      |
| 21. Jänner 2006   | St. Moritz        | Schweiz     | Abfahrt      |
| 3. März 2006      | Hafjell           | Norwegen    | Super-G *    |

* zeitgleich mit Lindsey Kildow und Nadia Styger

### Europacup
- Saison 1990/91: 5. Gesamtwertung, 2. Abfahrtswertung, 2. Super-G-Wertung
- Saison 1994/95: 3. Super-G-Wertung
- 3 Siege, 1 × Zweite, 1 × Dritte

### Juniorenweltmeisterschaften
- Zinal 1990: 7. Abfahrt
- Geilo 1991: 21. Super-G, 21. Slalom, 31. Abfahrt
- Maribor 1992: 5. Abfahrt, 7. Kombination, 8. Super-G, 10. Riesenslalom, 19. Slalom

### Österreichische Meisterschaften
Michaela Dorfmeister gewann sieben österreichische Staatsmeistertitel:
- Super-G (3): 1990, 1996, 1997
- Riesenslalom (2): 1995, 2000
- Abfahrt (1): 1996
- Kombination (1): 1996

## Auszeichnungen
- 1998: Silbernes Ehrenzeichen für Verdienste um die Republik Österreich[5]
- 2000: Rang 3 Österreichische Sportlerin des Jahres[6]
- 2001: Goldenes Ehrenzeichen für Verdienste um das Bundesland Niederösterreich
- 2003: Österreichische Sportlerin des Jahres
- 2003: Goldenes Ehrenzeichen für Verdienste um die Republik Österreich
- 2006: Österreichische Sportlerin des Jahres[7]
- 2006: Großes Ehrenzeichen für Verdienste um die Republik Österreich[8]
- 2006: Benennung der Schihauptschule Lilienfeld nach der erfolgreichsten Absolventin